# Burschenschaft Alemannia Marburg
Die Burschenschaft Alemannia Marburg ist eine farbentragende, fakultativ schlagende Studentenverbindung an der Philipps-Universität Marburg. Sie ist seit 2017 verbandsfrei.

## Couleur und Wahlspruch

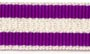
Fuxenband

Die Burschen tragen die Farben violett-silber-rot und die Füchse tragen die Farben violett-silber-violett.

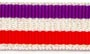
Burschenband

Ihr Wahlspruch lautet: Ehre, Freiheit, Vaterland!

## Geschichte

### Gründungszeit
Die Marburger Burschenschaft Alemannia wurde am 2. März 1874 gegründet. Fünf Mitglieder der Burschenschaft Arminia wurden die Stifter der neuen Burschenschaft. Leihweise überließ die Arminia der Alemannia diverse Schmuck- und Ausstattungsgegenstände und übernahm zugleich die Bürgschaft für ein Darlehen zur Anschaffung von Schmuck und Waffen. Am 4. April 1874 begründeten beide Burschenschaften der Marburger Deputierten-Convent.
Im Gründungssemester nahm man 18 neue Mitglieder auf.
Am 10. Januar 1879 kam es zum Zusammenschluss der Burschenschaft Alemannia mit der Freiburger Burschenschaft Franconia, die der Alemanne Hansberg 1877 mit gegründet hatte. Es entstand das Violett-Grüne Kartell.
1884 wurde ein ständiger Altherrenausschuss eingesetzt, 1888 ein fest organisierter Verband der Altherrenschaft der Alemannia ins Leben gerufen.

### Zeit des Ersten Weltkrieges

Die Alemannia als Mitglied der Deutschen Burschenschaft (1915)

Am Ersten Weltkrieg beteiligten sich 305 Mitglieder, davon 43 aktuelle. Während des Krieges konnte das Bundesleben nur schwer aufrechterhalten werden.
Nach dem Krieg nahmen zahlreiche Alemannen als Mitglieder der Freikorps an der Niederschlagung der Aufstände in Oberschlesien, dem Kapp-Putsch und im März 1920 an der Bekämpfung von Arbeiter-Aufständen in Thüringen teil. Gemeinsam mit Marburger Arminen und Germanen bildeten die Alemannen die 2. Kompanie des 1. Bataillon des Studentenkorps Marburg, eines Zeitfreiwilligenverbands unter Bogislav von Selchow. Im Rahmen der Kämpfe des StuKoMa in Thüringen waren sie unter anderem an der Ermordung von 15 unbewaffneten Arbeitern aus Thal beteiligt, die als Morde von Mechterstädt bekannt wurden. Die Alemannen Kurt Blum und Alwin Springer waren Teil des Wachkommandos, das die Gefangenen erschoss.

### Zeit des Zweiten Weltkrieges
Mit der Gründung des Nationalsozialistischen Deutschen Studentenbundes unter Baldur von Schirach im Wintersemester 1929/30 begann die Gleichschaltung der Studentenverbindungen. Auch wenn die ideologischen Überschneidungen groß waren, haderten doch viele mit dem durch Alleinvertretungsanspruch und Führerprinzip drohenden Verlust der Unabhängigkeit. 1933 gipfelte die Auseinandersetzung im Bund in einem Ehrengerichtsverfahren, nachdem einige nationalsozialistisch geprägten Bundesbrüder das Conventszimmerbild Stahlmanns im Kamin verbrannt hatten, weil sie mit der Richtung des hochschulpolitischen Engagements nicht einverstanden waren. Die Folge war der Ausschluss der nationalsozialistischen Fraktion aus dem Bund.
Mitte der 30er-Jahre spaltete sich der Dachverband in die Deutsche Burschenschaft und die Alte Burschenschaft, hauptsächlich weil die weißen Burschenschaften, deren Prinzip es stets war als Gruppe kein parteipolitisches Mandat zu haben, den wachsenden Einfluss von Nationalsozialisten in der DB nicht mehr ertragen wollten. Die Alemannia trat dann gemeinsam mit ihrer Kartellverbindung 1934 aus der Deutschen Burschenschaft aus, welche das Führerprinzip einführte und von ihren Mitgliedsbünden forderte. Es folgte der Anschluss an die opponierende Alte Burschenschaft.
1936 wurde die Alemannia in Rahmen der nationalsozialistischen Gleichschaltung in eine Kameradschaft Merx des NS-Studentenbundes umgewandelt.

### Nachkriegszeit
Die letzten Aktiven aus den Kriegssemestern trafen sich nach dem Krieg 1945/46 heimlich in Marburg und wurden sich einig, die Alemannia wieder aufleben zu lassen. Da Korporationen im herkömmlichen Sinne verboten waren, versuchte man über den Allgemeinen Studierendenausschuss (AStA) eine Verbindung im Rahmen der dafür bestimmten Auslandsgruppen aufzubauen. Ein Nachfolgebund für die Alemannia wurde als „Auslandsgruppe Schweiz“ ins Leben gerufen.

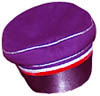
Mütze der Burschenschaft Alemannia Marburg

Im Wintersemester 1949/50 wurde die Deutsche Burschenschaft, unter starker Mitwirkung der Alemannia, in Marburg wiedergegründet. Von diesem Zeitpunkt an nannte man sich wieder „Marburger Burschenschaft Alemannia“.
Ab dem Wintersemester 1950/51 wurde in Marburg wieder gepaukt. Im Sommersemester 1952 kam es zu einer Anzeige des zu diesem Zeitpunkt noch verbotenen Paukbetriebs durch Mitglieder des SDS, was zur Festnahme eines Germanen mit darauf folgendem Disziplinarverfahren und Studentenvollversammlung führte. Das Fechten in Marburg wurde daraufhin bis zur Straffreiheit der Bestimmungsmensur (BGHSt 4, 24, 32) 1953 eingestellt.

### Interne Richtungsdiskussion
Als sich die Deutsche Burschenschaft im Sommersemester 1971 nach einer Folge von Spaltungskrisen dazu durchringen konnte, das Schlagen von Bestimmungsmensuren in das Ermessen der einzelnen Mitgliedsbünde zu stellen, beschloss die Alemannia, die bis dahin von ihren Mitgliedern drei gültige Pflichtpartien gefordert hatte, ab Wintersemester 1971/72 das Fechten für die Mitglieder fakultativ zu gestalten. Da eine der Nachfolgegruppen des Weißen Kreises, der Ring Weißer Burschenschaften weiterhin die Mensur als verbindlich erklärte, trat die Alemannia aus dieser Untergruppierung der Deutschen Burschenschaft aus, nachdem die Kartellburschenschaft wegen der Aufgabe des Fechtens schon mehrere Semester vorher ausgeschlossen wurde.
Im Wintersemester 1975/76 wurde auf Betreiben der Alemannia hin auf dem Alemannenhaus der „Marburger Ring“ gegründet, dessen Vorsitz die Alemannia auch sofort übernahm.
In den 80er und 90er Jahren zeichnete sich eine zunehmende Dominanz der österreichischen Burschenschaften innerhalb der DB ab, die zu einem deutlichen Erstarken der national und rechtsgesinnten Burschenschaften führte.
Im Jahr des letzten Vorsitzes der Alemannia 1991 zeigte sich deutlich, dass eine Veränderung des Dachverbands in eine gemäßigte Richtung von innen heraus unmöglich geworden war. Der Wunsch der Aktivitas nach einem Austritt aus der DB wurde in Folge immer größer.
Nach mehrjähriger Diskussion mit der Altherrenschaft gelang es auf einem gemeinsamen Kartellsymposium mit Franconia Freiburg am 13. Dezember 1997 den Austritt aus der DB zu beschließen.

### Seit 1999
Auf dem Kartellsymposium 1999 beschloss das Violett-Grüne Kartell den Eintritt in die Neue Deutsche Burschenschaft. Dieser Schritt wurde am 24. Juni 2000 beim Burschentag in Hannover vollzogen.
Weiterhin gelten Burschenschaften allgemein und die Alemannia selbst als politisch rechts. Das Werben um Mitglieder gestaltete sich daher schwierig. Vor diesem Hintergrund entschloss sich die Alemannia zusammen mit der befreundeten Burschenschaft Arminia Marburg die Marburger Liberale Burschenschaften zu gründen. Hiermit sollen wieder Öffentlichkeitsarbeit, hochschulpolitisches Engagement und gesellschaftliche Akzeptanz ermöglicht werden. Aus dem Dachverband Neue Deutsche Burschenschaft trat die Alemannia im Sommersemester 2017 aus und ist seitdem dachverbandsfrei.

## Alemannenhaus

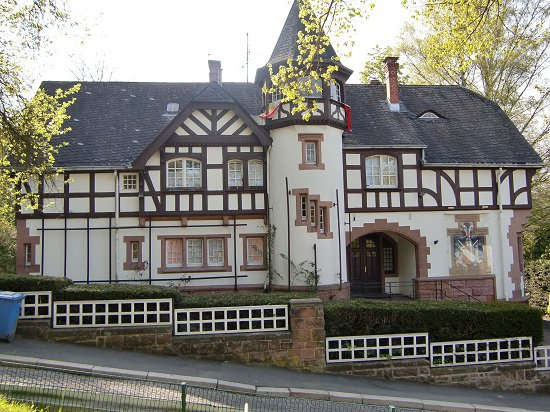
Das Alemannenhaus

Nachdem 1896 ein Grundstück am Hainweg erworben war, wurde im Juli 1900 das 1899 nach Plänen des Architekten Hellmut Cuno (Germania Berlin und Ehrenmitglied Alemanniae) errichtete Haus eingeweiht.
1912 wurde ein umfangreicher Anbau fertiggestellt.

## Hochschulpolitisches Engagement
Der Alemanne Stahlmann bekleidete Ende der 1920er Jahre das Amt des Studentenschaftsvorsitzenden, getragen vom Waffenring, neben dem nur zwei weitere politische Hochschulgruppen existierten, nämlich eine Gruppe der sonstigen Korporierten und eine Gruppe nichtkorporierter Studenten.
Im Wintersemester 1961/62 kandidierten zahlreiche Alemannen bei der Wahl des AStA-Vorsitzenden, der später ausgetretene Jörg Schmidt war Geschäftsführer, Kamphausen war Finanzreferent, Sparberg war Beauftragter der Marburger Blätter.

## Verbandsarbeit
Alemannia gehörte zu den Gründern des EDC und des ADC, Vorläufer der Deutschen Burschenschaft. Die Alemannia hatte in folgenden Jahren den Vorsitz im jeweiligen Dachverband EDC, ADC oder DB: 1874, 1875, 1896, 1914, 1927, 1987, 1990.
1912 war die Alemannia unter Beteiligung des Violett-Grünen Kartells an der Gründung des Weißen Kreises innerhalb der DB beteiligt.
Im Jahr 2010 hatte die Burschenschaft Alemannia zum ersten Male den Vorsitz der Neuen Deutschen Burschenschaft, welchen sie im Jahr 2013 abermals übernahm. 2017 trat die Alemannia zum 140. Stiftungsfest ihrer Kartellburschenschaft Franconia Freiburg zusammen mit dieser aus der NeuenDB aus.

## Bekannte Mitglieder
- Wilhelm Albrecht (1905–1993), Generaloberstabsarzt, Inspekteur des Sanitäts- und Gesundheitswesens
- Bruno Alsen (1861–1913), Jurist und Landrat
- Paul Hugo Biederich (1907–1968), Jurist, Gestapo-Beamter und Homosexuellenaktivist
- Wolfgang Buddenberg (1911–1997), Richter am Bundesgerichtshof
- Karl Caspar (1883–1954), Jurist, Pilot und Flugzeugbauunternehmer
- Carl Cuno (1823–1909), (Kaiserlicher) Geheimer Baurat
- Hellmuth Cuno (1867–1951), Architekt und Industriemanager
- Hans Fischer (1881–1945), Chemiker und Nobelpreisträger
- Karl Glehn (1895–1985), Landrat in Melle, Gifhorn, Jedrzejów, Tomaschow-Mazowiecki und Krummau an der Moldau (NSDAP)
- Heinrich de Haan (1896–1957), Bürgermeister von Rendsburg (DNVP, NSDAP)
- Dieter Haaßengier (1934–2023), deutscher Politiker und Abgeordneter des Niedersächsischen Landtages (CDU)
- Adolf Haeuser (1857–1938), Industrieller (NP)
- Alfred Harms (1905–1994), Generalstaatsanwalt am Oberlandesgericht Celle
- Franz Hartong (1882–1945), Verwaltungsjurist und Mitglied des Oldenburgischen Landtags (DVP)
- Karl Heldmann (1872–1914), Bürgermeister von Bad Salzuflen und Eckernförde (1892 ausgetreten)
- Hans Wilhelm Hertzberg (1895–1965), ev. Theologe und Hochschullehrer
- Herbert Hockemeyer (1909–1983), Arzt und Sanitätsoffizier
- Otto Hohls (1862–1899), südafrikanischer Generalarzt
- Hans-Heinrich Jescheck (1915–2009), Rechtswissenschaftler und Hochschullehrer; Ehrenmitglied (NSDAP)
- Heinrich Otto Kalk (1895–1973), Mediziner und Hochschullehrer (NSDAP)
- Friedrich von der Leyen (1873–1966), Germanist und Volkskundler
- Gerhart Lohse (1914–2001), Germanist, Bibliothekar und Hochschullehrer
- Wilhelm Matthäus (1881–1968), Lehrer und Oberstudiendirektor, Offizier und Kunstsammler (NSDAP, SS)
- Hans Meyer (1877–1964), Arzt und Röntgenologe
- Klaus Miebach (* 1944), Jurist und ehemaliger Richter am Bundesgerichtshof
- Karl Günther Motz (1912–1978), deutscher Botschafter in Bolivien und Ghana
- Friedrich Neumann (1889–1978), Literaturwissenschaftler und Historiker (NSDAP)
- Kurt Nitsch (1915–1984), Mediziner und Hochschullehrer
- Wilhelm Pfitzinger (1864–1939), Chemiker
- Karl Porzelt (1871–1943), Jurist und Kommunalpolitiker
- Ludwig Rhumbler (1864–1939), Zoologe und Hochschullehrer
- Walther Rickelt (1881–1939), Jurist und Politiker, Oberbürgermeister von Hirschberg
- Paul Riege (1888–1980), SS-Gruppenführer und General der Polizei
- Otto Roloff (1886–1941), Landtagsabgeordneter im Freistaat Sachsen-Altenburg (DDP)
- Friedrich-Wilhelm Schallwig (1902–1977), Rechtsanwalt, SS-Sturmbannführer, MdL Baden-Württemberg (BHE)
- Karl Schaum (1870–1947), Chemiker und Hochschullehrer
- Robert Schimrigk (1904–1976), Nervenarzt und ärztlicher Standespolitiker
- Carl Adolf Schleussner (1895–1959), Chemiker und Fabrikant
- Wilhelm Theopold (1915–2009), Kinderarzt, ärztlicher Standespolitiker und Medizinpublizist
- Wilhelm Velke (1854–1940), Historiker und Bibliothekar
- Wilhelm Velthaus (1886–1934), Landrat von Osterode am Harz (SPD, 1925 ausgetreten)
- Georg Vogel (1903–1992), Jurist und Diplomat
- Robert Wilbrandt (1875–1954), Wirtschaftswissenschaftler

Mitgliederverzeichnis:
- Willy Nolte (Hrsg.): Burschenschafter-Stammrolle. Verzeichnis der Mitglieder der Deutschen Burschenschaft nach dem Stande vom Sommer-Semester 1934. Berlin 1934. S. 1070–1071.